# Copa de Sudáfrica 2019-20
La Copa de Sudáfrica 2019-20, conocida también como Nedbank Cup por motivos de patrocinio, fue la 50a edición de la principal competencia de clubes de fútbol en formato eliminatoria de Sudáfrica.
Los 16 clubes de la Premier Soccer League (PSL), ocho equipos de la Primera División de Sudáfrica (NFD), así como ocho equipos de las categorías amateur ingresaron al cuadro principal de 32 equipos. Los equipos de PSL entraron en el cuadro principal automáticamente, mientras que los clubes de la NFD necesitaban jugar un solo partido de clasificación contra otros clubes de la NFD. Los equipos amateurs pasan por una serie de clasificatorias para ingresar al cuadro principal.
A partir de los dieciseisavos de final, los equipos no fueron cabezas de serie y los primeros equipos sorteados recibieron la ventaja de local. No hubo repeticiones, y los juegos que terminaron en empate después de 90 minutos estaban sujetos a 30 minutos de tiempo extra seguidos de definiciones por penales si era necesario. 

## Fase de clasificación
| Equipo 1                     | Resultado  | Equipo 2            |
| ---------------------------- | ---------- | ------------------- |
| Real Kings                   | 3–1        | Steenberg United    |
| Moroka Swallows              | 1–1 (0–3)  | Royal Eagles (p)    |
| Free State Stars             | 1–2        | TS Sporting         |
| Richards Bay                 | 1–2        | Ajax Cape Town      |
| Jomo Cosmos                  | 2–1        | Pretoria University |
| Mbombela United              | 1–0        | JDR Stars F.C.      |
| TS Galaxy FC                 | 1–0        | Cape Umoya United   |
| Tshakhuma Tsha Madzivhandila | 3–4 (t.s.) | Uthongathi          |

## Dieciseisavos de final
| Equipo 1            | Resultado  | Equipo 2              |
| ------------------- | ---------- | --------------------- |
| Amavarara           | 2–1        | Super Eagles          |
| Zizwe United        | 0–1        | Happy Wanderers       |
| Ajax Cape Town      | 2–2 (3–4)  | TS Sporting (p)       |
| Jomo Cosmos         | 0–1        | Hungry Lions          |
| Passion             | 2–3 (t.s.) | Real Kings            |
| Highlands Park FC   | 2–0        | Uthongathi FC         |
| Kaizer Chiefs       | 1–0        | Royal Eagles          |
| Black Leopards FC   | 4–0        | North West University |
| Chippa United       | 3–0        | TS Galaxy FC          |
| Polokwane City      | 0–1        | Baroka                |
| Mbombela United     | 1–0        | Cape Town City        |
| Mamelodi Sundowns   | 1–0        | SuperSport United     |
| Bloemfontein Celtic | 4–1        | AmaZulu               |
| (p) Vaal University | 2–2 (6–5)  | Golden Arrows         |
| Orlando Pirates     | 3–3 (2–3)  | Bidvest Wits (p)      |
| Stellenbosch FC     | 2–2 (4–5)  | Maritzburg United (p) |

## Octavos de final
| Equipo 1              | Resultado  | Equipo 2          |
| --------------------- | ---------- | ----------------- |
| Happy Wanderers       | 3–4 (t.s.) | TS Sporting       |
| (p) Baroka            | 2–2 (4–2)  | Hungry Lions      |
| Mbombela United       | 1–2        | Real Kings        |
| (p) Highlands Park FC | 1–1 (5–4)  | Kaizer Chiefs     |
| Black Leopards FC     | 2–0        | Amavarara         |
| Bidvest Wits          | 2–0        | Chippa United     |
| Mamelodi Sundowns     | 2–0        | Vaal University   |
| Bloemfontein Celtic   | 3–2        | Maritzburg United |

## Cuartos de final
| Equipo 1          | Resultado  | Equipo 2                |
| ----------------- | ---------- | ----------------------- |
| TS Sporting       | 1–1 (2–3)  | Bloemfontein Celtic (p) |
| Real Kings        | 0–4        | Bidvest Wits            |
| Highlands Park FC | 0–1 (t.s.) | Mamelodi Sundowns       |
| Baroka            | 1–0        | Black Leopards FC       |

## Semifinales
| Equipo 1          | Resultado | Equipo 2            |
| ----------------- | --------- | ------------------- |
| Baroka            | 0–3       | Bloemfontein Celtic |
| Mamelodi Sundowns | 3–2       | Bidvest Wits        |

## Final
| Equipo 1            | Resultado | Equipo 2          |
| ------------------- | --------- | ----------------- |
| Bloemfontein Celtic | 0–1       | Mamelodi Sundowns |

| 12 de septiembre de 2020 | Bloemfontein Celtic | 0:1 (0:1) | Mamelodi Sundowns | Estadio Orlando, Soweto, Sudáfrica |                           |
|                          |                     | Reporte   | - 80' Sirino      | Árbitro(s): Jelly Chavani          | Árbitro(s): Jelly Chavani |

|                              |
| Campeón                      |
| Mamelodi Sundowns 5.° título |